# Harold Darke
Harold Edwin Darke (né à Highbury (Londres) le 29 octobre 1888 et décédé à Cambridge le 28 novembre 1976) est un compositeur, un chef de chœur et un organiste anglais.

## Biographie
Darke est le plus jeune fils de Samuel Darke et Arundel Bourne. Alors qu'il était dans la RAF, il a épousé une violoniste, Dora Garland (la première femme à diriger le Queen's Hall Orchestra) à St Michaels, Cornhill le 25 juillet 1918.
Son premier poste d'organiste a été à la Emmanuel Church, West Hampstead (1906-1911). Il est devenu organiste à l'église St Michael (en) en 1916, et y est resté jusqu'en 1966, ne laissant que brièvement sa place en 1941 pour suppléer Boris Ord en tant que directeur de la musique du chœur du King's College à Cambridge pendant la Seconde Guerre mondiale. Il est généralement admis que les récitals d'orgue à midi à Cornhill ont débuté avec Darke en 1916 et constituent la série de concerts la plus ancienne dans le monde, cette série ayant été poursuivie par ses successeurs Richard Popplewell (1966-1979) et le présent organiste, Jonathan Rennert, de 1979 à nos jours. Darke est mort à Cambridge, âgé de 88 ans.
Son adaptation célèbre de In the Bleak Midwinter de Christina Rossetti, qui accompagne la délicate mélodie par une partie magnifique et mélodieuse à l'orgue, est encore souvent chantée au service de Nine Lessons and Carols (en) au King's College, et ainsi que lors de services similaires à travers le monde.
In the Bleak Midwinter a été désigné comme le meilleur chant de Noël de tous les temps dans un sondage d'experts et de chefs de chœur qui a été publié le 7 décembre 2008.
La plupart de ses autres compositions qui sont toujours jouées, ont été écrites pour la liturgie anglicane, et tout particulièrement ses trois Services pour la Communion en mi, fa, et la mineur; et son Magnificat et Nunc Dimittis en fa.
Son travail de directeur des Chanteurs de St Michael a été couronné en 1956 à l'occasion du 40e anniversaire du Chœur avec la création d'un certain nombre d'œuvres aujourd'hui bien intégrées au répertoire, composées spécialement pour cette occasion - notamment Hierusalem par George Dyson et A Vision of Aeroplanes par Ralph Vaughan Williams.